# Matriu quadrada
Una matriu {\displaystyle A} d'{\displaystyle n} per {\displaystyle m} elements, és una matriu quadrada si el número de files és igual al número de columnes, és a dir, {\displaystyle n=m} i es diu, llavors, que la matriu és d'ordre {\displaystyle n}:
{\displaystyle A={\begin{pmatrix}a_{11}&a_{12}&a_{13}&\cdots &a_{1n}\\a_{21}&a_{22}&a_{23}&\cdots &a_{2n}\\a_{31}&a_{32}&a_{33}&\cdots &a_{3n}\\\vdots &\vdots &\vdots &\ddots &\vdots \\a_{n1}&a_{n2}&a_{n3}&\cdots &a_{nn}\\\end{pmatrix}}}
Las matrius quadrades són les més utilitzades en àlgebra.

## Propietats
Tota matriu quadrada es pot descompondre en la suma d'una matriu simètrica i una matriu antisimètrica.
Si A i B són matrius del mateix ordre, llavors es poden sumar entre si. Els productes de matrius no son vàlids en ambdós sentits, de manera que generalment AB és diferent de BA. A més, sorgeixen els conceptes de determinant i traça només aplicables a matrius quadrades.
Una matriu quadrada A d'ordre n és singular si el seu determinant és nul. En tal cas, es diu que la matriu no té inversa.

## Classes de matrius quadrades

### Matriu triangular superior
Una matriu quadrada és triangular superior si té nuls tots els elements que estan per sota de la diagonal principal, dela forma:
{\displaystyle A={\begin{pmatrix}a_{11}&a_{12}&a_{13}&\cdots &a_{1m}\\0&a_{22}&a_{23}&\cdots &a_{2m}\\0&0&a_{33}&\cdots &a_{3m}\\\vdots &\vdots &\vdots &\ddots &\vdots \\0&0&0&\cdots &a_{nm}\\\end{pmatrix}}}
{\displaystyle A={\begin{pmatrix}3&6&12&-3\\0&-2&4&9\\0&0&1&0\\0&0&0&8\\\end{pmatrix}}}

### Matriu triangular inferior
Una matriu quadrada és triangular inferior si té nuls tots els elements que estan per sobre dela diagonal principal, de la forma:
{\displaystyle A={\begin{pmatrix}a_{11}&0&0&\cdots &0\\a_{21}&a_{22}&0&\cdots &0\\a_{31}&a_{32}&a_{33}&\cdots &0\\\vdots &\vdots &\vdots &\ddots &\vdots \\a_{n1}&a_{n2}&a_{n3}&\cdots &a_{nm}\\\end{pmatrix}}}
{\displaystyle A={\begin{pmatrix}3&0&0\\0&-2&0\\6&2&1\\\end{pmatrix}}}

### Matriu diagonal
Una matriu quadrada és diagonal si té nuls tots els elements excepte els de la diagonal principal, de la forma:
{\displaystyle A={\begin{pmatrix}a_{11}&0&0&\cdots &0\\0&a_{22}&0&\cdots &0\\0&0&a_{33}&\cdots &0\\\vdots &\vdots &\vdots &\ddots &\vdots \\0&0&0&\cdots &a_{nn}\\\end{pmatrix}}}
{\displaystyle A={\begin{pmatrix}3&0&0&0\\0&-2&0&0\\0&0&1&0\\0&0&0&8\\\end{pmatrix}}}
Per definició, tota matriu diagonal és triangular superior i triangular inferior.

### Matriu unitat
Una matriu quadrada és una matriu unitària o matriu unitat si tots els elements en la seva diagonal principal són la unitat i la resta d'elements són 0. Es tracta d'un cas particular de matriu diagonal, i es representa per I.
{\displaystyle I={\begin{pmatrix}1&0&0&\cdots &0\\0&1&0&\cdots &0\\0&0&1&\cdots &0\\\vdots &\vdots &\vdots &\ddots &\vdots \\0&0&0&\cdots &1\\\end{pmatrix}}}
{\displaystyle I={\begin{pmatrix}1&0&0&0\\0&1&0&0\\0&0&1&0\\0&0&0&1\\\end{pmatrix}}}